# TON Błeszno Częstochowa
TON Błeszno (Telewizyjny Ośrodek Nadawczy Błeszno) – maszt radiowy położony w południowej części Częstochowy, w dzielnicy Wrzosowiak, (dawniej w Błesznie) przy ul. Palmowej.
Maszt ustawiony jest na jednym z najwyższych wzniesień w Częstochowie położonym 298,5 m n.p.m., a jego wysokość to 71 m. Obiekt został wzniesiony w 1967 roku. Zainstalowano na jego konstrukcji stację wzmacniakową Telewizyjnego Ośrodka Nadawczego w Częstochowie działającego w ramach Zakładu Radiokomunikacji i Teletransmisji w Katowicach i TP SA. Maszt pełni rolę nadajnika trzeciego multipleksu naziemnej telewizji cyfrowej MUX-3.
Służy także jako baza dla nadajników telefonii komórkowej oraz nadajników kilku lokalnych operatorów sieci Wi-Fi. Do roku 1997 nadawany był także z tego obiektu program TVP1 i TVP2, Radia Zet, Program 3 Polskiego Radia, do chwili uruchomienia ośrodka nadawczego RTCN Wręczyca.

## Parametry
- Wysokość posadowienia podpory anteny: 278 m n.p.m.
- Wysokość zawieszenia systemów antenowych: Radio: 57, TV: 66, 70 m n.p.t.

## Transmitowane programy

### Programy telewizyjne
Programy telewizji analogowej wyłączone 22 kwietnia 2013 r.
| LP | Program      | Właściciel                                 | Częstotliwość | Kanał | Moc promieniowana nadajnika | Polaryzacja |
| -- | ------------ | ------------------------------------------ | ------------- | ----- | --------------------------- | ----------- |
| 1  | TVN          | TVN S.A.                                   | 215,25 MHz    | 11    | 0,30 kW                     | pozioma     |
| 2  | TV Puls      | Telewizja PULS Sp. z o.o.                  | 535,25 MHz    | 29    | 1 kW                        | pozioma     |
| 3  | TVP Katowice | Telewizja Polska S.A. Oddział w Katowicach | 551,25 MHz    | 31    | 3 kW                        | pozioma     |
| 4  | Polsat       | Telewizja Polsat S.A.                      | 575,25 MHz    | 34    | 1 kW                        | pozioma     |

### Programy telewizyjne – cyfrowe
| Nazwa multipleksu | Częstotliwość | Kanał | Moc promieniowana nadajnika | Polaryzacja | Kompresja wizji | Zamierzona charakterystyka promieniowania |
| ----------------- | ------------- | ----- | --------------------------- | ----------- | --------------- | ----------------------------------------- |
| MUX 3             | 634 MHz       | 41    | 3 kW                        | pozioma     | MPEG-4 AVC      | dookólna (ND)                             |

Do dnia 1 Lipca 2022 z obiektu prowadzona była emisja MUX-L3 na kanale 36 (594 MHz)